# 太田エロティック・マンガ賞
太田エロティック・マンガ賞は、太田出版が主催する日本の漫画賞である。審査員長は漫画家の山本直樹。

## 概要
2000年、漫画雑誌『マンガ・エロティクス・エフ』誌面で「エロティクスマンガ賞」として募集を開始。2016年から太田出版ウェブサイト上で募集要項と選考結果、講評を発表している。

## 特徴
エロティシズムをベースに独創的、刺激的、官能的な作品を募集している。未発表の作品に限り、原稿の枚数は制限されていない。
2025年、『マンガ・エロティクス・エフ』がWebで復活を果たしたことに合わせ、pixivにて受付が行われた。同年4月16日から6月22日までの期間で募集され、審査委員長である山本直樹がすべての応募作品を読み、選評をする。

## 応募資格
プロ・アマを問わない。

## 主な受賞者
- 中村明日美子　第3回　エロティクスマンガ賞　佳作
- 松本藍　第24回　太田エロティック・マンガ賞　奨励賞
- シモダアサミ　第27回　太田エロティック・マンガ賞　奨励賞

## 賞金
- 大賞　40万円
- 入選　20万円
- 佳作　10万円
- 奨励賞　3万円